# The Sims DJ
The Sims DJ  — мобильная игра серии The Sims, имеет схожую тематику с дополнением к The Sims 2 — «Ночная Жизнь». Выход игры состоялся 1 декабря 2007 года для Java и 10 июня 2008 года для iPod. Игрок управляет начинающим диджеем, который должен создавать музыку, микшировать её во время выступлений и зарабатывать славу с деньгами. Версия для iPod позволяет брать готовые треки из памяти iPhone и создавать из них ремиксы.
Критики дали разные оценки игре. Они в целом назвали её неплохой стратегией с качественной графикой. Java-версия подверглась критике из-за ограниченности её игрового процесса, который сводится к методичному нажатию кнопки в ритм. Версия для iPod получила уже более положительные оценки за возможность использовать сторонние мелодии, хотя игровому процессу по прежнему не хватает глубины.

## Игровой процесс
Игра начинается с того, что игрок должен выбрать внешность персонажа из нескольких готовых моделей, его пол, цвет костюма и волос/головного убора. Затем управляемый персонаж представлен, как начинающий ди-джей, который должен выступать в ночных клубах, создавать ремиксы и постепенно завоёвывать славу. 

Игрок, микшируя песни у диджей стойки должен развеселить толпу

Посетители разных клубов требуют включать им мелодии разных жанров. Задача игрока сводится к тому, чтобы сопоставить треки в имеющемся каталоге с той музыкой, которую толпа хочет услышать. Если сделать правильный выбор и правильно смешать музыку, это гарантирует заполненный зал. Успех способствует росту известности управляемого персонажа, а также открывает ему доступ к новым клубам.
Создание очередного трека начинается с того, что игрок должен объединить разные музыкальные дорожки, объединённые в четыре категории: бас, ударные, ЕХ1 и EX2. Игрок должен объединить все четыре элемента, чтобы образовать готовый трек. Созданную мелодию также можно сохранять в память телефона и использовать, как мелодию звонка или пересылать на другие телефоны. Сам процесс микширования музыки у ди-джей является мини-игрой, где необходимо нажимать кнопкой телефона последовательно и в правильном темпе. Если игрок ошибается, что игра сбрасывается. Также игрок должен подобрать мелодию правильного жанра, наблюдая за облачками над танцующими NPC, указывающими на предпочтительный жанр. Тем не менее применяя навыки ди-джея, можно в конце концов привлечь всех танцоров. В The Sims DJ также имеются мини-игры, такие, как Free Drinks, Mirror Ball и Scratch, также оказывающих влияние на настроение симов. В версии для iPod игрок может загружать в игру уже имеющийся трек из памяти устройства, в частности за симолеоны, внутриигровую валюту покупать мелодию и добавлять её в одну из доступных жанровых категорий: мир, кантри, диско, реп, Ритм-энд-блюз, поп и рок.
Игра даёт игроку разные задания, например впечатлить определённое количество танцоров, любящих разные музыкальные жанры, заставить их одновременно танцевать в течение определенного количества времени, зарабатывая при этом определенную денежную валюту. Со временем задачи усложняются, также в начале игры можно разблокировать режим  Freespin, позволяющий практиковать навыки в постоянно работающем клубе. После каждого выступления, игровой персонаж зарабатывает симолеоны, которые он может потратить на приобретение новых нарядов. В iPod версии, игровой персонаж может отправляться в торговый центр, «покупая» песни из своей библиотеки в iPod.

## Разработка и выход
Впервые анонс игры состоялся 26 октября 2007 года. Вышла игра 1 декабря 2007 года. The Sims DJ стала четвёртой в линейке мобильных игр серии The Sims после Sims 2 Mobile, Pets Mobile и Sims Bowling. В качестве своей основной игровой аудитории, EA Mobile рассматривала поклонников The Sims, а также любителей музыки. Джейм Холловей, исполнительный продюсер EA объявил, что освоение игрового рынка для iPod — возможности для EA, в том числе и смешивая разные игровые жанры, добиваясь необычного результата. Выход игры iPod nano третьего поколения и iPod пятого поколения состоялся 10 июня 2008 года. Её разработкой занималась студия Firemint. При этом, это одна из последних игр, выпущенных на iPod, так как в то время мобильный игровой рынок уже начал ориентироваться на выпуск игр на iPhone. Хотя несколькими месяцами раннее, EA Games объявили, что видят очень перспективным рынок iPhone, тем не менее они заметили, что выпуск The Sims DJ на iPod было для них лучшим решением. Встроенные в игру композиции были взяты из игры The Sims Life Stories.

## Критика

### Java
Критик Pocket Gamer увидел в игре отражение ди-джей культуры из 90-х годов. Хотя с первого взгляда, игра оставляет впечатление того, что должна обладать увлекательным игровым процессом, и то, что должна была казаться «идеальным весельем», весь игровой процесс сводится к необходимости нажимать кнопку в строго определённое время, почти все интерактивные элементы игры не требуют ничего, кроме острой реакции и хорошего чувства времени и это не доставляет особого удовольствия от игры. Сами мелодии в игре больше напоминают музыку, которую можно услышать в гостиничном лифте, а не от диджея, однако данное замечание не критично. Тем не менее критик заметил, что по факту ни а коком истинном процессе микширования музыки речи не идёт, игра не позволяет вращать пластинки и подбирать спецэффекты. В итоге The Sims DJ не предлагает ничего оригинального, но по прежнему справляется со своей задачей расширить уже и так крупную вселенную The Sims.

### iPod
Pocket Gamer также сделали обзор на iPod-версию The Sims DJ и высоко оценили игру, заметив, что ей в полной мере удалось использовать преимущества iPod как и его модели управления, так и наличии музыкальной библиотеки, особенно учитывая, что iPod не в состоянии тягаться с сенсорным экраном iPhone. Если оригинальная игра позволяла создавать из готовых сэмплов примитивные полифонические мелодии, то версия игры для iPod позволяет использовать для ремикса уже имеющиеся на iPod мелодии. Если по мнению критика java-версия плохо зарекомендовала себя, то возможность создавать ремикс из «собственной» музыки придаёт игре новое дыхание и делает её инновационной на рынке мобильных игр.
Более сдержанный отзыв оставил критик сайта iLounge заметив, что The Sims DJ одна из тех игр, которая притворяясь простой и однотипной игрой, скрывает в себе глубокую стратегию, где «„Sims DJ“ — это о том, как заставить двух поклонников жанра кантри танцевать одновременно с двумя поклонниками рэпа и двумя поклонниками музыки мира, и чтобы они затем танцевали все одновременно в течение 60 секунд. Вы сможете достичь данной цели, используя хитрости навыки ди-джея». Критик также похвалил игру за её визуальные и звуковые эффекты, хотя анимация персонажей желает быть лучше. Рецензент отдельно выразил удивление базовым музыкальным композициям, будто они были куплены у восточноевропейской кавер-группы, в результате чего такие «типично американские» жанры, как кантри, рок и R&B, звучат просто странно. Также обозреватель заметил, что установление связей между танцующими персонажами-симами в стиле «любовь-слэш-танец» не дает никакой реальной награды для игрока, так как ему крайне трудно что-то разглядеть на 2,5 дюймовом экране iPod. Также критик считает, что возможность покупать за симолеоны новые треки и одежду является недостаточной мотивацией для игрока. Рецензент в целом подытожил, что игру стоит попробовать людям, знакомым с Sims, а также интересующимся диджей тематикой, тем не менее игра может разочаровать и игрок должен будет готов к тому, что его прогресс может быть утерян. 